# Ancroft
Ancroft – wieś w Anglii, w hrabstwie Northumberland. Leży 84 km na północ od miasta Newcastle upon Tyne i 481 km na północ od Londynu. W 2001 miejscowość liczyła 885 mieszkańców.